# Tourist Trophy 1961
Il Tourist Trophy fu la quarta prova del motomondiale 1961, nonché la 43ª edizione della prova.
Si svolse il 12, il 14 e il 16 giugno 1961 e vi corsero tutte le classi disputate in singolo, nonché i sidecar. Gareggiarono per prime il 12 giugno le 125, le 250 e i sidecar, il 14 si svolse la gara delle 350 e il 16 quella della 500; tutte le prove si svolsero sul Circuito del Mountain.
I piloti britannici di casa si imposero in tutte e quattro le gare disputate in singolo grazie a Mike Hailwood che si impose in tre classi: classe 500 (in sella a Norton), 250 e 125 (in queste ultime due guidando Honda) mentre a Phil Read andò la vittoria in 350 (in sella a Norton); l'equipaggio tedesco Max Deubel/Emil Hörner si impose tra i sidecar.
In questa occasione Hailwood fu il primo pilota nella storia della competizione dell'Isola di Man ad ottenere la vittoria in 3 categorie diverse e fu anche il primo pilota in sella ad una moto con motore monocilindrico ad infrangere la barriera delle 100 miglia orarie di media; l'anno precedente John Surtees aveva già superato tale limite, ma in sella ad una MV Agusta quadricilindrica.
Dopo essere finito in classifica a punti sia in 125 che in 350, il pilota britannico Ralph Rensen trovò la morte in un incidente nell'ultima prova in programma, quella della classe regina; nella stessa sorte era già incappato anche il connazionale Mike Brookes durante le prove.

## Classe 500
Al Senior TT, gara conclusiva del gran premio disputata venerdì 16 giugno, furono 74 i piloti alla partenza e 45 vennero classificati al termine della gara. Tra i piloti ritirati vi furono Gyula Marsovszky, Hugh Anderson, Phil Read, Gilberto Milani, Paddy Driver e Gary Hocking.

### Arrivati al traguardo (prime 10 posizioni)
| Pos. | Pilota        | Moto      | Tempo      | Punti |
| ---- | ------------- | --------- | ---------- | ----- |
| 1    | Mike Hailwood | Norton    | 2h 15:02.0 | 8     |
| 2    | Bob McIntyre  | Norton    | + 1:54.4   | 6     |
| 3    | Tom Phillis   | Norton    | + 2:29.2   | 4     |
| 4    | Alistair King | Norton    | + 4:15.6   | 3     |
| 5    | Ron Langston  | Matchless | + 4:59.2   | 2     |
| 6    | Tony Godfrey  | Norton    | + 5:16.0   | 1     |
| 7    | Roy Ingram    | Norton    | + 5:18.2   |       |
| 8    | Peter Pawson  | Matchless | + 5:39.2   |       |
| 9    | Ellis Boyce   | Norton    | + 5:54.2   |       |
| 10   | Fred Stevens  | Norton    | + 5:55.0   |       |

## Classe 350
La gara si è disputata il 14 giugno; allo Junior TT furono 80 i piloti alla partenza e 50 quelli classificati al termine della corsa. Tra i ritirati Tom Phillis, Bob McIntyre e Mike Hailwood (in questa gara alla guida di una AJS).

### Arrivati al traguardo (prime 10 posizioni)
| Pos. | Pilota            | Moto      | Tempo      | Punti |
| ---- | ----------------- | --------- | ---------- | ----- |
| 1    | Phil Read         | Norton    | 2h 22:50.0 | 8     |
| 2    | Gary Hocking      | MV Agusta |            | 6     |
| 3    | Ralph Rensen      | Norton    |            | 4     |
| 4    | Derek Minter      | Norton    |            | 3     |
| 5    | František Šťastný | Jawa      |            | 2     |
| 6    | Roy Ingram        | Norton    |            | 1     |
| 7    | Hugh Anderson     | AJS       |            |       |
| 8    | Ellis Boyce       | AJS       |            |       |
| 9    | Fred Stevens      | Norton    |            |       |
| 10   | Paddy Driver      | Norton    |            |       |

## Classe 250
Nel Lightweight TT, terza gara in programma il 12 giugno, furono 46 i piloti alla partenza e 17 quelli classificati al termine della prova. Tra i ritirati vi furono Bob McIntyre, Alberto Pagani, Gilberto Milani, Paddy Driver e Gary Hocking.
Oltre all'ottimo risultato della Honda che ottenne le prime 5 posizioni in classifica, degno di nota anche il sesto posto ottenuto da un'altra casa motociclistica giapponese, la Yamaha, che ottenne in quest'occasione i suoi primi punti, alla seconda gara dopo il suo esordio avvenuto nel GP di Francia.

### Arrivati al traguardo (prime 10 posizioni)
| Pos. | Pilota              | Moto       | Tempo      | Punti |
| ---- | ------------------- | ---------- | ---------- | ----- |
| 1    | Mike Hailwood       | Honda      | 1h 55:03.6 | 8     |
| 2    | Tom Phillis         | Honda      |            | 6     |
| 3    | Jim Redman          | Honda      |            | 4     |
| 4    | Kunimitsu Takahashi | Honda      |            | 3     |
| 5    | Naomi Taniguchi     | Honda      |            | 2     |
| 6    | Fumio Itō           | Yamaha     |            | 1     |
| 7    | Arthur Wheeler      | Moto Guzzi |            |       |
| 8    | Dan Shorey          | NSU        |            |       |
| 9    | Derek Chatterton    | NSU        |            |       |
| 10   | Hugh Anderson       | Suzuki     |            |       |

## Classe 125
Nell'Ultra-Lightweight TT, prima gara del gran premio, disputata lunedì 12 giugno, furono 38 i piloti alla partenza e 22 classificati al traguardo. Tra i ritirati Ernst Degner e Phil Read.
Come nella classe superiore, anche nell'ottavo di litro le prime cinque posizioni furono di piloti equipaggiati con modelli Honda.

### Arrivati al traguardo (prime 10 posizioni)
| Pos. | Pilota          | Moto    | Tempo      | Punti |
| ---- | --------------- | ------- | ---------- | ----- |
| 1    | Mike Hailwood   | Honda   | 1h 16:58.6 | 8     |
| 2    | Luigi Taveri    | Honda   |            | 6     |
| 3    | Tom Phillis     | Honda   |            | 4     |
| 4    | Jim Redman      | Honda   |            | 3     |
| 5    | Sadao Shimazaki | Honda   |            | 2     |
| 6    | Ralph Rensen    | Bultaco |            | 1     |
| 7    | Tony Godfrey    | EMC     |            |       |
| 8    | Naomi Taniguchi | Honda   |            |       |
| 9    | Dan Shorey      | Bultaco |            |       |
| 10   | John Grace      | Bultaco |            |       |

## Sidecar TT
Disputata come seconda gara del 12 giugno, furono 32 equipaggi alla partenza e 19 al traguardo.

### Arrivati al traguardo (posizioni a punti)
| Pos | Pilota             | Passeggero      | Moto      | Tempo      | Punti |
| --- | ------------------ | --------------- | --------- | ---------- | ----- |
| 1   | Max Deubel         | Emil Hörner     | BMW       | 1h 17:29.8 | 8     |
| 2   | Fritz Scheidegger  | Horst Burkhardt | BMW       |            | 6     |
| 3   | Peter 'Pip' Harris | Ray Campbell    | Norton    |            | 4     |
| 4   | August Rohsiepe    | William Cook    | BMW       |            | 3     |
| 5   | Charlie Freeman    | Billie Nelson   | Norton    |            | 2     |
| 6   | Colin Seeley       | Wally Rawlings  | Matchless |            | 1     |